# Эвен-Йехуда
Эвен-Йехуда или Эвен-Ехуда (ивр. אבן יהודה‎) — местный совет в Центральном округе Израиля.
Расположен примерно в 25 км к северо-востоку от центра Тель-Авива и в 7 км к юго-востоку от города Нетания, на прибрежной равнине, на высоте 40 м над уровнем моря. Площадь совета составляет 8,398 км².
Эвен-Йехуда была основана в 1932 году как мошава. В 1948 году получила статус местного совета и укрупнена за счёт включения в её состав двух прилегающих населённых пунктов, Беэр-Ганим и Тель-Цур.
Мошава была основана в январе 1933 года ассоциацией «Бней Биньямин» на площади 5000 дунамов, 4000 из которых были приобретены у Ханана Шмуэля Блума и ещё 1000 дунамов семьи Ханун из Тулькарма. Территория была разделена между жителями мошавот, которые поселились там, и среди евреев из-за рубежа, включая Феликса де Менаше, где плантационная компания посадила для них сады. В первый год поселенцы испытывали большие трудности и жили вместе в большой хижине. Примерно через год в этом месте уже разработали и 14 современных домов, которые включали кухни, ванные комнаты, балконы и подключение к электричеству [5]. 1500 дунамов были выделены 75 мошавотам, членам Ассоциации Бней Биньямина [6]. В начале пути поселение называлось «Иегудия», а затем было изменено на имя Элиэзер в память о Элиэзере бене Иегуде, возрождающем еврейский язык.
Поселение началось с высыхания небольшого болота на юге (вместо сегодняшнего перекрестка Эвен-Иехуда), и были подготовлены к посадке цитрусовых рощ, и в то же время жители зарабатывали на жизнь, работая в садах в садах.
Во время Второй мировой войны, когда садоводческая отрасль потерпела крах из-за невозможности экспортировать цитрусовые, жители зарабатывали на жизнь выращиванием коз, курятников и овощей.
В 1948 году сообществу был предоставлен статус местного совета, в состав которого входят соседние общины, входящие в его юрисдикцию: Беэр-Ганим (или Кфар-Цур), созданный в 1932 году выпускниками Мертвого моря, и Тель-Цур, созданный в 1932 году учителями из Герцлийской гимназии. (Бограшов). (Сегодня эти поселения стали районами колонии). Во время войны за независимость она поглотила некоторых беженцев из поселения Хар-Тув. В 1950-х годах колония вобрала в себя множество волн иммигрантов из Северной Африки и Йемена, которые основали свои окрестности в пределах своих границ.
В пределах своей юрисдикции мошава включает в себя молодёжную деревню Хадасим WIZO Hadassah — молодёжную деревню и большую школу. Он граничит на востоке с местными советами Кадима и Тель-Монд, на севере Регионального совета Лев-ха-Шарон, на западе в Нетании и в Региональном совете Хоф-ха-Шарон на юго-западе. В 2007 году Американская международная школа Walworth Barbour в Израиле переехала в новый кампус в Эвен-Иехуда. С 2024 года глава совета — Матан Кацман.

## Население
По данным Центрального статистического бюро Израиля, население на начало 2020 года составляло 13 826 человек.
Динамика численности населения по годам
| 1961 | 1972 | 1983 | 1995 | 2005 | 2006 | 2009   | 2012   |
| ---- | ---- | ---- | ---- | ---- | ---- | ------ | ------ |
| 3464 | 3829 | 4592 | 7358 | 9400 | 9700 | 10 426 | 12 412 |